# Babyraids Japan
Babyraids Japan (ベイビーレイズ JAPAN) est un groupe de musique japonais formé à Tokyo en mai 2012, composé d'idoles produites par l'agence de talent LesPros Enterainment.
La leader est Erika Denya et la position de centre est occupée par Manatsu Hayashi.
Le nom du groupe d'idoles vient des mots « baby », pour montrer leur côté mignon, et « raids », pour indiquer une attaque surprise.

## Histoire

### 2012-2014: Babyraids
Le groupe se forme officiellement en mai 2012 avec cinq filles : Erika Denya, Manatsu Hayashi, Rikako Ōya, Nao Takami et Rio Watanabe.
Les Babyraids sont dans la même agence que Ami Kikuchi des Idoling!!!. Cette dernière a été impliquée dans la création du groupe et participe à quelques événement avec les membres.
Les membres Nao Takami et Rikako Ōya ont échoué aux auditions pour intégrer la 5e génération des Idoling!!! au début de l'année 2012 ; ces mêmes membres animent l'émission de radio Ōya Takami no Babyraids Radio (大矢・高見のベイビーレイズラジオ) diffusée sur Radio Nippon à partir de mars 2013.
Le groupe fait ses débuts avec le single éponyme Babyraids sorti en septembre 2012.
Les Babyraids se produisent chaque semaine lors de l'événement Toranomon Dojo (虎ノ門道場) au siège du label Pony Canyon.
Le concert Babyraids Densetsu no Live ~Mōko Shūrai~ (ベイビーレイズ伝説の雷舞! ～猛虎襲来～) a lieu en décembre 2013 au Shinkiba Studio Coast ; d'autres artistes ont participé à l'événement en tant qu’invités.
Au début de l'année 2014, le staff a annoncé que si les Babyraids ne parvenaient pas à se produire en concert au Nippon Budokan dans les deux ans suivant leurs débuts, alors le groupe d'idoles se séparera.
Les membres des Babyraids ont joué dans une publicité TV pour la boisson au thé Asahi 16cha (アサヒ 十六茶) en février 2014,.
Le 7e single du groupe Bucchake Rock'n Hacchake Roll / Baby Step, sorti en mai 2014, devient son premier véritable succès puisqu'il se hisse à la 4e place du classement hebdomadaire des ventes de l'Oricon et s'y maintient pendant deux semaines
Le premier livre de photos d'Erika Denya intitulée Denchan (でんちゃん) est publié en juin 2014.
Le premier album du groupe Jiko Shōkai est sorti en juillet 2014.
Les Babyraids ont relevé le défi d'obtenir 10 000 signatures au cours de l'été 2014 pour avoir droit de donner leur premier concert au Nippon Budokan ; les filles l'ont accompli avec succès avec 13 874 signatures. Si elles avaient échoué, le groupe aurait été dissous.
En octobre 2014, Manatsu Hayashi est apparue dans le clip vidéo de Ano Hi no Bokura (あの日の僕等) de Chiharu Matsuyama ; elle y jouait le rôle d'une étudiante essayant d'apprendre à danser et pleurant.
Le groupe sort son 8e single intitulé Tora Tora Tiger!! en novembre 2014, et celui-ci atteint la 5e place du classement Oricon.
Leur émission de divertissement Babyraids tte Dare Da yo!? (ベビレって誰だよ!?) a été diffusée sur TV Tokyo début décembre 2014 ; elle comporte au total cinq épisodes. Le même mois, le groupe d'idoles s'est produit pour son premier concert au Nippon Budokan. Le concert était intitulé Babyraids Densetsu no Kaminari Mai! -Tora Tora Ichiban- (ベイビーレイズ伝説の雷舞！-虎虎壱番-).

### 2015-2018: Babyraids JAPAN
Le groupe a changé son nom pour se nommer Babyraids Japan au début de l'année 2015, ; à partir de ce moment-là, Manatsu Hayashi a décidé de teindre régulièrement ses cheveux en blonds.
Les filles sont apparues avec un nouveau look pour leur 9e single Eikō Sunrise en avril 2015 ; ce single se hisse également à la 5e place du classement hebdomadaire des ventes de l'Oricon et s'y maintient pendant trois semaines.
Elles ont donné une série de concerts intitulée Idorock au cours de l'été et de l'automne 2015.
Leur 10e single Pretty Little Baby, en vente en août 2015, est une reprise du titre de 1962 de la chanteuse américaine Connie Francis. À cette occasion, les membres ont porté des costumes noir et blanc avec motifs au style rétro.
En novembre 2015, Manatsu Hayashi est apparue dans un épisode du drama Okitegami Kyoko no Biboroku (掟上今日子の備忘録) diffusé sur NTV.
Début janvier 2016, les membres du groupe sont allées dans un temple shintoïste à Shinjuku afin de prier pour le succès de leur 11e single Hashire, Hashire sorti le même mois, celui-ci ayant atteint la 3e place du classement Oricon.
La chanson-titre de leur 12e single Senkō Believer, en vente en mai 2016, est utilisée dans une publicité Super Sports Xebio (スーパースポーツゼビオ).
L'événement Babyraids Japan Live Tour 2016 -Road to Emotional Idorock Fes.- s'est déroulé d'avril à mai 2016.
Le groupe d'idoles a participé à Japan Expo 2016 à Paris Nord Villepinte, en France, en juillet 2016.
Nao Takami forme avec Akari Waki (de Tokyo Performance Doll) et Haruka Yoshiki (de Party Rockets GT) le groupe NAH (nom provenant des premières lettres de leurs prénoms) et ont sorti le single Jōnetsu no Kaze (情熱の風) en août 2016.
Manatsu Hayashi le premier lancer protocolaire avant match entre le Japon et les États-Unis lors du tournoi international féminin de softball 2016 Japan Cup à Takasaki en août.
Leur deuxième album Nippon Chu! Chu! Chu! sous le nouveau nom du groupe est sorti en septembre 2016 ; il inclut la chanson Cinderella Ja Iranai sortie en clip vidéo.
En mars 2017, Erika Denya est apparue dans une publicité télé pour la Rakuten Point Card.
Les membres de Babyraids Japan et de 9nine participent l'émission télévisée de divertissement Asakusa Baby 9 (浅草ベビ９) qui est diffusée sur TV Tokyo depuis avril 2017.
Leur 13e single intitulé Baki Baki a été mis en vente en mai 2017 ; dans le clip vidéo, les membres du groupe veulent faire passer un message important sur les écrans des smartphones.
Leur 14e single du groupe ◯◯◯◯◯ (prononcé Maru Maru Maru Maru Maru), sorti le 2 août, est la nouvelle chanson thème de fin de l'anime Nana Maru San Batsu. Elle a été interprétée pour la fois lors d’un concert du groupe au Inage Seaside Park Outdoor Stage le 24 juin .

## Membres
| Nom             | Surnom               | En kanji   | Date de naissance | Remarques      |
| --------------- | -------------------- | ---------- | ----------------- | -------------- |
| Erika Denya     | Denchan (でんちゃん) | 傳谷英里香 | 2 novembre 1995   | Leader         |
| Manatsu Hayashi | Manatsu (まなつ)     | 林愛夏     | 14 juillet 1995   | Membre central |
| Rikako Ōya      | Rikopon (リコピン)   | 大矢梨華子 | 30 octobre 1996   |                |
| Nao Takami      | Naosuke (なおすけ)   | 高見奈央   | 28 novembre 1996  |                |
| Rio Watanabe    | Rioton (りおトン)    | 高見奈央   | 8 mars 2000       |                |

## Discographie

### Albums
Studio
1. 2 juillet 2014 : Jiko Shōkai (自虎紹介?) (sous le nom de Babyraids)
2. 21 septembre 2016 : Nippon Chu! Chu! Chu! (ニッポンChu!Chu!Chu!?)

EP
1. 20 septembre 2017 : THE BRJ

### Singles
Sous le nom de Babyraids
1. 26 septembre 2012 : Babyraids (ベイビーレイズ?)
2. 19 décembre 2012 : Baby Revolution (ベイビーレボリューション?)
3. 27 mars 2013 : Jump
4. 31 juillet 2013 : Baby Ambitious
5. 11 septembre 2013 : Koyomi no Ue Deha December (暦の上ではディセンバー?)
6. 29 janvier 2014 : Koi wa Panic (恋はパニック?)
7. 14 mai 2014 : Bucchake Rock'n Hacchake Roll / Baby Step (ぶっちゃけRock’n はっちゃけRoll / ベイビーステップ?)
8. 26 novembre 2014 : Tora Tora Tiger!! (虎虎タイガー!!?)

Sous le nom de Babyraids JAPAN
1. 1er avril 2015 : Eikō Sunrise (栄光サンライズ?)
2. 19 août 2015 : Pretty Little Baby
3. 6 janvier 2016 : Hashire, Hashire (走れ、走れ?)
4. 25 mai 2016 : Senkō Believer (閃光Believer?)
5. 24 mai 2017 : Baki Baki (バキバキ?)
6. 2 août 2017 : ◯◯◯◯◯ (se prononce Maru Maru Maru Maru Maru)